# Caridina breviata
Caridina breviata е вид десетоного от семейство Atyidae. Видът е уязвим и сериозно застрашен от изчезване.

## Разпространение и местообитание
Разпространен е в Китай (Гуандун).
Обитава сладководни басейни и потоци.

## Описание
Популацията на вида е стабилна.